# Judaísmo conservador
Judaísmo conservador ou Conservativo é o segundo maior movimentos judaicos nos Estados Unidos. com adesão à Torá e Talmud, mas, flexivo em relação a tempos e circunstância, quando comparado com movimento judaico reformista, é considerado tradicional sem fundamentalismo. Esse nome utilizado primariamente nos Estados Unidos da América e no Canadá, sendo conhecido em outros países, incluindo o Brasil, Reino Unido e Israel, como Movimento Masorti, é norteado por princípios, são eles:
- O estudo da Torá, no sentido mais amplo, e a transmissão de seus princípios de geração em geração;
- A unidade do povo judeu, fomentando os laços entre judeus onde quer que vivam;
- A centralidade da sinagoga na vida do povo judeu;
- A importância de manter uma prática judaica comprometida com a Halachá e as Mitzvot, mas ao mesmo tempo dinâmica, refletindo o amor pela tradição e abraçando a modernidade e os aspectos positivos da mudança;
- A centralidade de Medinat Israel junto com o conhecimento e o uso da língua hebraica na vida do povo judeu,
- Os valores de igualdade, pluralismo e democracia no desenvolvimento da tradição judaica.

## História
O judaísmo conservador (também. Judaísmo histórico e Judaísmo masorti) é um movimento que modera entre ortodoxos e reformistas progressistas. Foi no século XIX, sob a iniciativa de Zacharias Frankel (1801 a 1875) que fundou o Seminário Teológico Judaico de Breslau em 1854, cuja ideologia inspirou as primeiras ideias conservadoras, rompeu com os extremistas modernizadores após uma série de conferências reformistas na Alemanha (1844-1846) e Solomon Schechter (1849 -1915) que em 1902 foi para Nova York para servir como presidente do Seminário Teológico Judaico da América (fundado em 1913). Apesar das opiniões diferentes que fazem ser uma coalizão teológica, em vez de possuir uma forma homogênica de crenças e práticas, os judeus conservadores encontraram um elo comum mantendo a continuidade com o passado, moderador, como referido acima suas práticas ritualísticas conservadoristas mostram semelhanças variando da Ortodoxia à Reformista.
Com o Seminário Teológico Judaico em Nova York, sob o comando de Sinagoga Unida do Judaísmo Conservador, tornou-se um componente essencial no crescimento contínuo do Judaísmo Conservativo, educando a maioria de seus novos rabinos. O movimento cresceu fortemente nos anos 1950-1960 para se tornar a forma mais popular de judaísmo americano, mas, recentemente as filiações caíram, e agora vem em segundo lugar para o judaísmo reformista.

## Valores fundamentais
Ismar Schorsch estabeleceu um conjunto de valores Sagrados para o Judaísmo Conservativo:
- Centralidade do Israel moderno: os judeus conservadores consideram Israel não apenas o berço do povo judeu, mas também seu destino final. Seu comportamento reflete o desejo do judaísmo conservador de não desnacionalizar o judaísmo.
- Hebraico - a linguagem insubstituível da expressão judaica: a alfabetização hebraica é a chave para o judaísmo, para unir a conversa entre textos sagrados, entre judeus de diferentes idades, entre Deus e Israel.
- O papel definidor da Torá na reformulação do judaísmo: Para os judeus conservadores, a Torá não é menos sagrada, se menos central, do que era para seus ancestrais pré-modernos.
- Estudo da Torá: Os judeus modernos devem estudar a Torá em harmonia com seu mundo mental e não apenas pelos olhos de seus ancestrais.
- Governança da vida judaica pela Halachá (lei judaica): Halakhah é central e autoritativa na determinação do modo de vida e conduta do povo judeu.[11][7]
- Crença em Deus

### A visão Masorti
A Assembleia de Sinagogas de Masorti, no Reino Unido, estabeleceu seus objetivos em 'Darkenu - The Masorti Vision'. A visão da Masorti deve ser:
- um movimento de fé e prática judaica tradicional conduzido pelo entendimento dinâmico da Torá e da Halachá;
- um movimento do judaísmo tradicional receptivo à verdade de todos os quadrantes, sensível aos dilemas do mundo moderno;
- um movimento que, sem prejulgar, busca a participação de todo judeu na jornada para um maior conhecimento, observância, sensibilidade ética e profundidade espiritual;
- um movimento que inclui todos os homens e mulheres em todas as esferas da vida judaica;
- um movimento com facilidades para satisfazer todas as necessidades da vida judaica;
- um movimento que desempenha seu papel integral na criação de um próspero judaísmo em Israel e na Diáspora e boas relações com outras religiões.

Há diversos websites que representam o movimento conservador. O judaísmo conservador/masorti é composto de várias organizações. Nos EUA, isso inclui, por exemplo, a Rabbinical Assembly (Assembleia Rabínica), a Association of Conservative Rabbis (Associação dos Rabinos Conservadores) e a United Synagogue of Conservative Judaism (Sinagoga Unida do Judaísmo Conservador), que é a associação das congregações conservadoras/masortis. O maior seminário rabínico do movimento é o JTS (Jewish Theological Seminary).

## Lei e adoração

### Torá
Judeus conservadores consideram a Torá como divina e humana, mas com autoridade divina, eles acreditam que a Torá foi revelada por Deus, mas é um registro humano do encontro entre a humanidade e Deus, e a interpretação do povo judeu sobre a vontade de Deus, eles aceitam que os mandamentos da Torá registram o pacto entre Deus e o povo judeu.

### Adoração
Comunidades locais e rabinos trabalham juntos para decidir sobre a prática a ser seguida em sinagogas particulares. Os serviços conservadores são bastante tradicionais e, principalmente, em hebraico. Mulheres e homens podem desempenhar um papel igual no culto conservador. Algumas sinagogas conservadoras deixam homens e mulheres sentados juntos, outros segregam os gêneros. No entanto, as mulheres contam como parte do minyan e podem dizer o Kaddish dos enlutados por direito próprio. O movimento aceita mulheres rabis, embora essa mudança tenha levado alguns rabinos americanos a se separarem para fundar a União do Judaísmo Tradicional.

### Halakhah
Os judeus conservadores consideram a lei judaica como obrigatória, mas estão dispostos a modificá-la quando as circunstâncias o exigirem. A mudança só é aceita após uma consideração muito cuidadosa e em resposta a mudanças fundamentais na sociedade e no conhecimento.

### Regras flexíveis
A flexibilidade do pensamento halakhicos conservador foi demonstrada no final de 2006, quando o Comitê de Leis e Normas Judaicas se pronunciou sobre a lei judaica e a homossexualidade. O painel aprovou três decisões contraditórias: uma das quais aprovou rabinos homossexuais e cerimônias de compromisso entre pessoas do mesmo sexo (embora tenha constatado que o sexo físico entre homens não estava de acordo com a lei judaica), e duas delas não. Isso deixou as congregações e instituições individuais livres para escolher seguir qual decisão. Sobre isso:

Não acreditamos no pluralismo porque é fácil - sabemos que não é nada fácil. Acreditamos no pluralismo porque afirmamos que cada um de nós, guiado pelo conhecimento de nossos rabis, teólogos e filósofos e pela compreensão da vida que ganhamos vivendo-a, deve descobrir qual é a vontade de Deus como a vemos e depois tentar viver essa vontade. Acreditamos no pluralismo porque espelha nossa compreensão do mundo de Deus ...

... Nosso desafio é responder ao chamado de Deus para a mudança e, ao mesmo tempo, ajudar tanto as congregações que escolhem fazer a mudança quanto aquelas que percebem o mandato de manter a tradição. Como um movimento, não podemos ser intolerantes com aqueles que estão insatisfeitos com a decisão de permitir a mudança, mesmo que eles estejam se apegando a uma posição que em alguns círculos é impopular e vista como antiquada, indigesta, inflexível e insensível.
Não vamos admitir a incivilidade, mas entendemos que não podemos legislar como uma pessoa se sente ou em que essa pessoa acredita. Não podemos tolerar a homofobia, mas devemos entender que ser contrário a essa mudança não é necessariamente ser preconceituoso - pode refletir apenas uma compreensão diferente da vontade de Deus.
É errado condenar aqueles que ouvem a Deus pedindo mudança em nossas opiniões de longa data sobre atitudes religiosas em relação a gays e lésbicas como profanando a tradição judaica. É igualmente notório, no entanto, condenar aqueles que ouvem a mensagem de Deus para preservar o entendimento tradicional.

Rabino Jerome Epstein, Deixar que cada Congregação escolha para si, em frente, dezembro de 2006

## Judaísmo conservador no Brasil
Há dez sinagogas filiadas ao Judaísmo conservador no Brasil: Sociedade Israelita da Bahia (Salvador), Congregação Judaica do Brasil (Rio de Janeiro), Congregação Israelita Paulista (São Paulo), Comunidade Shalom (São Paulo), Centro Cultural e Social B’nei Chalutzim (São Paulo), Sociedade Israelita Brasileira Beit Jacob (Campinas), Mercaz Brasil (São Paulo), Comunidade Beth-El (São Paulo), Comunidade Israelita do Paraná (Curitiba) e Centro Israelita Porto-alegrense (Porto Alegre).